# Robert Lücken
Robert Stephan Alexander Lücken (Ámsterdam, 30 de abril de 1985) es un deportista neerlandés que compitió en remo.
Participó en dos Juegos Olímpicos de Verano, obteniendo una medalla de bronce en Río de Janeiro 2016, en la prueba de ocho con timonel, y el quinto lugar en Tokio 2020, en la misma prueba.
Ganó cuatro medallas en el Campeonato Mundial de Remo entre los años 2009 y 2019, y cinco medallas en el Campeonato Europeo de Remo entre los años 2013 y 2021.

## Palmarés internacional
| Juegos Olímpicos   | Juegos Olímpicos         | Juegos Olímpicos  | Juegos Olímpicos   |
| Año                | Lugar                    | Medalla           | Prueba             |
| ------------------ | ------------------------ | ----------------- | ------------------ |
| 2016               | Río de Janeiro (Brasil)  | Medalla de bronce | Ocho con timonel   |
| Campeonato Mundial |                          |                   |                    |
| Año                | Lugar                    | Medalla           | Prueba             |
| 2009               | Poznań (Polonia)         | Medalla de bronce | Ocho con timonel   |
| 2013               | Chungju (Corea del Sur)  | Medalla de oro    | Cuatro sin timonel |
| 2015               | Aiguebelette (Francia)   | Medalla de bronce | Ocho con timonel   |
| 2019               | Ottensheim (Austria)     | Medalla de plata  | Ocho con timonel   |
| Campeonato Europeo |                          |                   |                    |
| Año                | Lugar                    | Medalla           | Prueba             |
| 2013               | Sevilla (España)         | Medalla de oro    | Cuatro sin timonel |
| 2017               | Račice (República Checa) | Medalla de bronce | Ocho con timonel   |
| 2019               | Lucerna (Suiza)          | Medalla de bronce | Ocho con timonel   |
| 2020               | Poznań (Polonia)         | Medalla de bronce | Ocho con timonel   |
| 2021               | Varese (Italia)          | Medalla de bronce | Ocho con timonel   |